# 2. juni-bevægelsen
2. juni-bevægelsen (tysk: Bewegung 2. Juni) var en kendt vesttysk venstreradikal militant terrorgruppe – en såkaldt byguerilla – der havde sin base i Vestberlin, hvor den var aktiv i 1970'erne.
Gruppen havde sit navn efter 2. juni 1967, hvor studenten Benno Ohnesorg under en protestdemonstration mod shah Mohammad Reza Pahlavis besøg i byen blev dræbt af den vesttyske politibetjent Karl-Heinz Kurras, der senere viste sig at være agent for DDR's hemmelige politi Stasi og medlem af det østtyske kommunistparti.
Blandt gruppens mest aktive medlemmer var Till Meyer, Michael Baumann, Ralf Reinders, Inge Viett, Gabriele Rollnik og Fritz Teufel.
Gruppens terrormål var primært ejendomme i Berlin. Den mest opsigtsvækkende aktion var kidnapningen af CDU-politikeren Peter Lorenz kort før valget til bystyret i 1975. Resultatet blev, at kidnapperne fik løsladt fire af deres fængslede kammerater, der blev fløjet til Yemen. Lorenz blev løsladt et par dage senere.
2. juni-bevægelsen havde forbindelser til Rote Armee Fraktion (RAF), men var ideologisk set anarkistisk i modsætning til marxistisk funderede RAF. 2. juni-bevægelsen blev opløst i de tidlige 1980'ere, og mange af medlemmerne blev aktive i RAF.